# Frente Patriótico Morazanista
El Frente Patriótico Morazanista ( FPM, español: Frente Patriótico Morazanista) fue un grupo paramilitar que operó en Honduras. Tenía como objetivo de limitar la participación de los Estados Unidos en Honduras, posiblemente con exfuncionarios del gobierno de Nicaragua. Aunque vinculado con el Partido Comunista de Honduras, no se ha planteado ningún objetivo marxista. A menudo de los observadores externos la consideraron una organización terrorista. En 1988, se atribuyo la responsabilidad del ataque con explosivo al Cuerpo de Paz. A esto le siguieron varios atentados, incluidos uno con explosivo improvisado en julio de 1989 que dejó heridos a 7 soldados estadounidenses.

## Historia

### Inicios
El Frente Patriótico Morazanista (FPM) comenzó su actividad armada a fines de 1988.
Uno de los primeros ataques relevantes del (FPM), fue el ataque con explosivos ocurrido el 19 de diciembre, en la sede del Cuerpo de Paz, en Tegucigalpa, la cual dejó solo daños materiales. El ataque fue clamado por el "Comando Mártires del 7 de abril", perteneciente al FPM, el cual mencionó que el ataque fue llevado a cabo por los cuerpos de paz, a los cuales acusaron de ser un brazo del gobierno estadounidense.
Otro ataque mediático de las FPM fue un ataque con explosivos fue el 14 de julio de 1989, contra siete policías militares (tres de ellos graves), mientras estaban en una discoteca. Los oficiales estaban brindando asistencia a un proyecto estadounidense de construcción de carreteras cerca de La Ceiba. Los ataques con explosivos del FPM se intensificaron en este periodo.

### Aumento de actividad
No fue hasta el 23 de diciembre de 1990, cuando el FPM se adjudicó una serie de ataques con explosivos de bajo poder en varios puntos de Tegucigalpa. Al año siguiente, el FPM siguió con su campaña armada, adjudicandose un ataque explosivo contra una sede de Naciones Unidas en junio de 1991, prosiguiendo su seguidilla de ataques con explosivos.
Al año siguiente, se señalo del FPM fue señalado del homicidio del empresario ganadero Fernando Marichal Callejas, negando la responsabilidad de este acto, mencionando este como un crimen de estado. En mayo de 1992, el FPM se adjudicó un ataque contra una central eléctrica, dejando importantes daños materiales, así como otros ataques realizados durante el año.
El 29 de enero de 1993, el FPM se adjudicó la muerte del empresario Eduardo Piña Van Tuyl, en las calles de San Pedro Sula, el cual autoridades señalaron a elementos policiales como los responsables del crimen. Además de este atentado, el FPM siguió activo en mayor medida en sus comunicados.
La actividad militar del FPM siguió para 1994, con ataques con explosivos y comunicados.
Fue uno de los grupos paramilitares que no depusieron las armas, después de que los Contras, respaldados por Estados Unidos, ya que no luchaban contra el gobierno de Daniel Ortega y se había implementado la Junta Sandinista de Reconstrucción Nacional en Nicaragua. El último ataque del FPM se produjo el 14 de abril de 1995, cuando un panfleto bomba explotó cerca de las oficinas de varias agencias de prensa extranjeras, sin causar heridos. Actualmente el grupo no se considera activo.